# Trimethylsilylperrhenat
Trimethylsilylperrhenat ist eine chemische Verbindung. Es handelt sich um den Ester der Perrheniumsäure mit Trimethylsilanol.

## Herstellung
Trimethylsilylperrhenat kann durch Reaktion von Rhenium(VII)-oxid mit Hexamethyldisiloxan gewonnen werden. Eine andere Herstellungsmethode ist die Umsetzung von Silberperrhenat mit Trimethylsilylchlorid.

## Eigenschaften
Trimethylsilylperrhenat bildet farblose Kristalle. Es ist feuchtigkeitsempfindlich und wird von Wasser schnell hydrolysiert. Unter wasserfreien Bedingungen ist die Verbindung jedoch stabil. In vielen aprotischen organischen Lösungsmitteln ist es gut löslich, unter anderem in Benzol, Cyclohexan, Diethylether, Tetrahydrofuran und Chloroform. Es kristallisiert im monoklinen Kristallsystem in der Raumgruppe C2/c (Raumgruppen-Nr. 15) mit den Gitterparametern a = 11,479 Å; b = 11,414 Å, c = 13,234 Å und β = 100,62 ° sowie 8 Formeleinheiten pro Elementarzelle.